# Campeonato Goiano de Futebol de 2024 - Terceira Divisão
O Campeonato Goiano de Futebol - Terceira Divisão de 2024 foi a 22ª edição deste torneio organizado pela Federação Goiana de Futebol. A competição foi disputada por 13 equipes, tendo seu início no dia 17 de agosto de 2024 e término no dia 9 de novembro de 2024.
A competição marcou o retorno do EC Rio Verde após 3 temporadas de inatividade e do América FC, fora da competição na edição anterior. Além disso, contou com equipes tradicionais do cenário goiano, como Itumbiara EC, Mineiros EC, AA Rioverdense e o Pires do Rio FC.

## Regulamento
As equipes foram dividas em 3 grupos com jogos de turno e returno dentro dos grupos. Os clubes classificados em primeiro e segundo de cada grupo, além dos dois melhores terceiros colocados, avançaram para as quartas de final em jogos de ida e volta. Os vencedores das semifinais garantiram acesso à Segunda Divisão 2025 e disputaram a final em jogos de ida e volta valendo o título da competição. O mando de campo do jogo de volta a partir da segunda fase foi da equipe com maior índice técnico (número de pontos ganhos dividido pelo número de jogos realizados) considerando todas as fases anteriores.

### Critérios de desempate
Em caso de igualdade no número de pontos ganhos entre duas equipes ou mais ao final de cada rodada, foram adotados os seguintes critérios técnicos:
1. Maior número de vitórias;
2. Maior saldo de gols;
3. Maior número de gols pró;
4. Menor número de cartões vermelhos recebidos;
5. Menor número de cartões amarelos recebidos;
6. Sorteio

## Equipes participantes
| Equipe               | Cidade               | Em 2023 | Estádio           | Capacidade | Títulos        |
| -------------------- | -------------------- | ------- | ----------------- | ---------- | -------------- |
| América de Morrinhos | Morrinhos            | ND      | João Vilela       | 5 040      | 0 (não possui) |
| Aparecida            | Aparecida de Goiânia | 7º (2D) | Anníbal Batista   | 4 800      | 1 (2016)       |
| Bela Vista-GO        | Bela Vista de Goiás  | ND      | Geraldo Felipe    | 3 000      | 0 (não possui) |
| Cerrado              | Aparecida de Goiânia | 9º      | Anníbal Batista   | 4 800      | 1 (2021)       |
| Guanabara City       | Goiânia              | 5º      | Pedro Ludovico    | 13 500     | 0 (não possui) |
| Itaberaí             | Itaberaí             | 3º      | Rio das Pedras    | 5 000      | 1 (2014)       |
| Itumbiara            | Itumbiara            | 10º     | JK                | 15 000     | 0 (não possui) |
| Mineiros             | Mineiros             | 8º      | Odilon Flores     | 7 000      | 1 (2003)       |
| Pires do Rio         | Pires do Rio         | 6º      | Edson Monteiro    | 5 000      | 0 (não possui) |
| Rio Verde            | Rio Verde            | ND      | Mozart Veloso     | 7 000      | 0 (não possui) |
| Rioverdense          | Rio Verde            | 11º     | Mozart Veloso     | 7 000      | 0 (não possui) |
| Tupy de Jussara      | Jussara              | 7º      | Geraldo Rodrigues | 3 000      | 0 (não possui) |
| Uruaçu               | Uruaçu               | 4º      | Serra Grande      | 2 000      | 0 (não possui) |

## Primeira fase

### Grupo A
| Pos | Equipe          | Pts | J | V | E | D | GP | GC | SG  | Classificado                          |  | URU | TPY | RVE | PIR |
| --- | --------------- | --- | - | - | - | - | -- | -- | --- | ------------------------------------- |  | --- | --- | --- | --- |
| 1   | Uruaçu          | 13  | 6 | 4 | 1 | 1 | 16 | 11 | +5  | Classificado para as quartas de final |  | —   | 4–1 | 1–3 | 3–2 |
| 2   | Tupy de Jussara | 12  | 6 | 4 | 0 | 2 | 15 | 7  | +8  | Classificado para as quartas de final |  | 1–2 | —   | 1–0 | 4–0 |
| 3   | Rio Verde       | 10  | 6 | 3 | 1 | 2 | 19 | 7  | +12 | Classificado para as quartas de final |  | 3–3 | 0–1 | —   | 8–1 |
| 4   | Pires do Rio    | 0   | 6 | 0 | 0 | 6 | 5  | 30 | −25 |                                       |  | 1–3 | 1–7 | 0–5 | —   |

### Grupo B
| Pos | Equipe               | Pts | J | V | E | D | GP | GC | SG | Classificado                          |     | MEC | GUA | BVT | ITA | AFC |
| --- | -------------------- | --- | - | - | - | - | -- | -- | -- | ------------------------------------- | --- | --- | --- | --- | --- | --- |
| 1   | Mineiros             | 15  | 8 | 4 | 3 | 1 | 14 | 6  | +8 | Classificado para as quartas de final |     | —   | 2–1 | 1–1 | 4–0 | 0–0 |
| 2   | Guanabara City       | 14  | 8 | 4 | 2 | 2 | 9  | 5  | +4 | Classificado para as quartas de final |     | 2–0 | —   | 1–2 | 2–0 | 1–1 |
| 3   | Bela Vista-GO        | 14  | 8 | 3 | 5 | 0 | 13 | 7  | +6 | Classificado para as quartas de final |     | 1–1 | 0–0 | —   | 1–1 | 2–2 |
| 4   | Itaberaí             | 5   | 8 | 1 | 2 | 5 | 6  | 15 | −9 |                                       |     | 0–2 | 0–1 | 1–3 | —   | 2–0 |
| 5   | América de Morrinhos | 4   | 8 | 0 | 4 | 4 | 6  | 15 | −9 |                                       | 1–4 | 0–1 | 0–3 | 2–2 | —   |     |

### Grupo C
| Pos | Equipe      | Pts | J | V | E | D | GP | GC | SG | Classificado                          |     | APA | ITM | CER | RIO |
| --- | ----------- | --- | - | - | - | - | -- | -- | -- | ------------------------------------- | --- | --- | --- | --- | --- |
| 1   | Aparecida   | 11  | 6 | 3 | 2 | 1 | 9  | 5  | +4 | Classificado para as quartas de final |     | —   | 3–0 | 0–0 | 1–1 |
| 2   | Itumbiara   | 11  | 6 | 3 | 2 | 1 | 8  | 6  | +2 | Classificado para as quartas de final |     | 2–1 | —   | 2–2 | 1–0 |
| 3   | Cerrado     | 8   | 6 | 2 | 2 | 2 | 8  | 8  | 0  |                                       |     | 1–2 | 0–3 | —   | 3–0 |
| 4   | Rioverdense | 2   | 6 | 0 | 2 | 4 | 3  | 9  | −6 |                                       | 1–2 | 0–0 | 1–2 | —   |     |

### Tabela de classificação por índice técnico
| Pos. | Equipes              | IT   | Pts | J | V | GP | SG  |
| ---- | -------------------- | ---- | --- | - | - | -- | --- |
| 1    | Uruaçu               | 2,17 | 13  | 6 | 4 | 16 | +5  |
| 2    | Tupy de Jussara      | 2,00 | 12  | 6 | 4 | 15 | +8  |
| 3    | Mineiros             | 1,88 | 15  | 8 | 4 | 14 | +8  |
| 4    | Aparecida            | 1,83 | 11  | 6 | 3 | 9  | +4  |
| 5    | Itumbiara            | 1,83 | 11  | 6 | 3 | 8  | +2  |
| 6    | Guanabara City       | 1,75 | 14  | 8 | 4 | 9  | +4  |
| 7    | Bela Vista-GO        | 1,75 | 14  | 8 | 3 | 13 | +6  |
| 8    | Rio Verde            | 1,67 | 10  | 6 | 3 | 19 | +12 |
| 9    | Cerrado              | 1,33 | 8   | 6 | 2 | 8  | 0   |
| 10   | Itaberaí             | 0,63 | 5   | 8 | 1 | 6  | -9  |
| 11   | América de Morrinhos | 0,50 | 4   | 8 | 0 | 6  | -9  |
| 12   | Rioverdense          | 0,33 | 2   | 6 | 0 | 3  | -6  |
| 13   | Pires do Rio         | 0,00 | 0   | 6 | 0 | 5  | -25 |

## Fase final

### Tabela de classificação após as quartas de final
| Pos. | Equipes         | IT   | Pts | J  | V | GP | SG  |
| ---- | --------------- | ---- | --- | -- | - | -- | --- |
| 1    | Rio Verde       | 2,00 | 16  | 8  | 5 | 25 | +16 |
| 2    | Tupy de Jussara | 2,00 | 16  | 8  | 5 | 19 | +11 |
| 3    | Itumbiara       | 1,86 | 15  | 8  | 4 | 11 | +3  |
| 4    | Guanabara City  | 1,70 | 17  | 10 | 5 | 10 | +4  |

Em itálico, as equipes que possuem o mando de campo no primeiro jogo do confronto e em negrito as equipes classificadas.
|  | Quartas de final               | Quartas de final               | Quartas de final               | Quartas de final               |       |                | Semifinais         | Semifinais         | Semifinais         | Semifinais         |  |                 | Final             | Final             | Final             | Final             |  |  |
|  | 28 de setembro a 13 de outubro | 28 de setembro a 13 de outubro | 28 de setembro a 13 de outubro | 28 de setembro a 13 de outubro |       |                | 18 a 26 de outubro | 18 a 26 de outubro | 18 a 26 de outubro | 18 a 26 de outubro |  |                 | 2 e 9 de novembro | 2 e 9 de novembro | 2 e 9 de novembro | 2 e 9 de novembro |  |  |
|  |                                |                                |                                |                                |       |                |                    |                    |                    |                    |  |                 |                   |                   |                   |                   |  |  |
|  | Itumbiara                      | 2                              | 1                              | 3                              |       |                |                    |                    |                    |                    |  |                 |                   |                   |                   |                   |  |  |
|  | Aparecida                      | 1                              | 1                              | 2                              |       |                |                    |                    |                    |                    |  |                 |                   |                   |                   |                   |  |  |
|  | Aparecida                      | 1                              | 1                              | 2                              |       | Itumbiara      | 1                  | 0                  | 1                  |                    |  |                 |                   |                   |                   |                   |  |  |
|  |                                |                                |                                |                                |       | Itumbiara      | 1                  | 0                  | 1                  |                    |  |                 |                   |                   |                   |                   |  |  |
|  |                                | Tupy de Jussara                | 3                              | 2                              | 5     |                |                    |                    |                    |                    |  |                 |                   |                   |                   |                   |  |  |
|  | Bela Vista-GO                  | Tupy de Jussara                | 3                              | 2                              | 5     | 1              | 0                  | 1                  |                    |                    |  |                 |                   |                   |                   |                   |  |  |
|  | Bela Vista-GO                  |                                |                                |                                |       | 1              | 0                  | 1                  |                    |                    |  |                 |                   |                   |                   |                   |  |  |
|  | Tupy de Jussara                | 1                              | 3                              | 4                              |       |                |                    |                    |                    |                    |  |                 |                   |                   |                   |                   |  |  |
|  | Tupy de Jussara                | 1                              | 3                              | 4                              |       |                |                    |                    |                    |                    |  | Tupy de Jussara | 2                 | 1                 | 3 (3)             |                   |  |  |
|  |                                |                                |                                |                                |       |                |                    |                    |                    |                    |  | Tupy de Jussara | 2                 | 1                 | 3 (3)             |                   |  |  |
|  |                                | Rio Verde (pen)                | 2                              | 1                              | 3 (4) |                |                    |                    |                    |                    |  |                 |                   |                   |                   |                   |  |  |
|  | Guanabara City (pen)           | Rio Verde (pen)                | 2                              | 1                              | 3 (4) | 1              | 0                  | 1 (3)              |                    |                    |  |                 |                   |                   |                   |                   |  |  |
|  | Guanabara City (pen)           |                                |                                |                                |       | 1              | 0                  | 1 (3)              |                    |                    |  |                 |                   |                   |                   |                   |  |  |
|  | Mineiros                       | 0                              | 1                              | 1 (2)                          |       |                |                    |                    |                    |                    |  |                 |                   |                   |                   |                   |  |  |
|  | Mineiros                       | 0                              | 1                              | 1 (2)                          |       | Guanabara City | 0                  | 0                  | 0                  |                    |  |                 |                   |                   |                   |                   |  |  |
|  |                                |                                |                                |                                |       | Guanabara City | 0                  | 0                  | 0                  |                    |  |                 |                   |                   |                   |                   |  |  |
|  |                                | Rio Verde                      | 2                              | 4                              | 6     |                |                    |                    |                    |                    |  |                 |                   |                   |                   |                   |  |  |
|  | Rio Verde                      | Rio Verde                      | 2                              | 4                              | 6     | 2              | 4                  | 6                  |                    |                    |  |                 |                   |                   |                   |                   |  |  |
|  | Rio Verde                      |                                |                                |                                |       | 2              | 4                  | 6                  |                    |                    |  |                 |                   |                   |                   |                   |  |  |
|  | Uruaçu                         | 0                              | 2                              | 2                              |       |                |                    |                    |                    |                    |  |                 |                   |                   |                   |                   |  |  |

## Estatísticas

### Artilharia
Atualizado em 11 de novembro
| Pos. | Jogador                  | Equipe               | Gols |
| ---- | ------------------------ | -------------------- | ---- |
| 1    | Carlos                   | Rio Verde            | 8    |
| 2    | Daniel Costa             | Rio Verde            | 7    |
| 3    | Roniel                   | Tupy de Jussara      | 6    |
| 3    | Yuri                     | Itumbiara            | 6    |
| 4    | Emerson Machado          | Rio Verde            | 5    |
| 4    | Rodrigo Fuzil            | Tupy de Jussara      | 5    |
| 5    | Alan                     | Uruaçu               | 4    |
| 5    | Giovani                  | Rio Verde            | 4    |
| 5    | Nicolas                  | Rio Verde            | 4    |
| 5    | Richard                  | Guanabara City       | 4    |
| 5    | Romário                  | América de Morrinhos | 4    |
| 6    | Eduardo de Sousa Ribeiro | Mineiros             | 3    |
| 6    | Galego                   | Mineiros             | 3    |
| 6    | Leo Costa                | Rio Verde            | 3    |
| 6    | Papita                   | Uruaçu               | 3    |
| 6    | Rangel                   | Bela Vista-GO        | 3    |
| 6    | Valter Bala              | Tupy de Jussara      | 3    |
| 6    | Victor Lima              | Aparecida            | 3    |

### Maiores públicos pagantes
Estes são os dez maiores públicos pagantes do campeonato:
| N.º | Público | Mandante  | Placar    | Visitante            | Estádio       | Data           | Rodada  | Ref.   |
| --- | ------- | --------- | --------- | -------------------- | ------------- | -------------- | ------- | ------ |
| 1   | 2500    | Rio Verde | 1-1 (4-3) | Tupy de Jussara      | Mozart Veloso | 9 de novembro  | Final   | [ 5 ]  |
| 2   | 2486    | Rio Verde | 4-0       | Guanabara City       | Mozart Veloso | 26 de outubro  | Semi    | [ 6 ]  |
| 3   | 2205    | Mineiros  | 1-0 (2-3) | Guanabara City       | Odilon Flores | 12 de outubro  | Quartas | [ 7 ]  |
| 4   | 2108    | Rio Verde | 0-1       | Tupy de Jussara      | Mozart Veloso | 18 de agosto   | 1ª      | [ 8 ]  |
| 5   | 1906    | Mineiros  | 2-1       | Guanabara City       | Odilon Flores | 21 de setembro | 10ª     | [ 9 ]  |
| 6   | 1707    | Mineiros  | 0-0       | América de Morrinhos | Odilon Flores | 21 de agosto   | 2ª      | [ 10 ] |
| 7   | 1642    | Mineiros  | 4-0       | Itaberaí             | Odilon Flores | 25 de agosto   | 3ª      | [ 11 ] |
| 8   | 1410    | Rio Verde | 8-1       | Pires do Rio         | Mozart Veloso | 1 de setembro  | 3ª      | [ 12 ] |
| 9   | 1265    | Rio Verde | 3-3       | Uruaçu               | Mozart Veloso | 15 de setembro | 7ª      | [ 13 ] |
| 10  | 1182    | Rio Verde | 2-0       | Uruaçu               | Mozart Veloso | 29 de setembro | Quartas | [ 14 ] |

### Médias de público
Estas são as médias de público dos clubes no campeonato. Considera-se apenas os jogos da equipe como mandante e o público pagante:
| Pos. | Time                 | Média |
| ---- | -------------------- | ----- |
| 1    | Mineiros             | 1865  |
| 2    | Rio Verde            | 1826  |
| 3    | Tupy de Jussara      | 883   |
| 4    | Uruaçu               | 777   |
| 5    | Itumbiara            | 317   |
| 6    | Guanabara City       | 158   |
| 7    | América de Morrinhos | 133   |
| 8    | Cerrado              | 115   |
| 9    | Itaberaí             | 113   |
| 10   | Aparecida            | 97    |
| 11   | Bela Vista-GO        | 81    |
| 12   | Rioverdense          | 55    |
| 13   | Pires do Rio         | 30    |